# Diestostemma ptolyca
Diestostemma ptolyca är en insektsart som beskrevs av William Lucas Distant 1908. Diestostemma ptolyca ingår i släktet Diestostemma och familjen dvärgstritar. Inga underarter finns listade i Catalogue of Life.